# Bob Log III
Bob Log III je americký zpěvák, skladatel a hudebník, hrající především rockovou muziku a který vystupuje na koncertech ve speciálním obleku a helmě se zabudovaným mikrofonem. Jeho nástroji jsou kytara a buben. Během roku podniká Bob kolem 150 vystoupení ve více než 30 zemích. Bob, který působí na hudební scéně od roku 1990 se narodil v Chicagu, ale vyrůstal v Arizoně. Než začal vystupovat samostatně, hrál se skupinou Doo Rag.

## Alba
- School Bus (Fat Possum, 1998)
- Trike (Fat Possum, 1999)
- Live!!! Aloha from Japan (Bloat Records, 2000)
- Log Bomb (Fat Possum Records, 2003)
- My Shit is Perfect (Birdman, Voodoo Rhythm, Bloat Records, 2009)

Singly
- Daddy Log's Drive In Candy Hoppin Car Babes' (Sympathy for the Record Industry)
- I Want Your Shit On My Leg' (Dropkick)
- Bubble Strut' (Dropkick)
- Bump Pow! Bump Bump Bump Pow! Bump Pow! Bump Bump Bump, Baby! Bump Pow! Bump Bump Bump Pow! Bump Pow! Bump Bump Bump(Munster)